# Ревью-бомбинг
Ревью-бомбинг (атака/бомбардировка отзывами, англ. review bomb, review bombing) — явление в сети Интернет, которое характеризуется тем, что многочисленные группы людей оставляют в Интернете отрицательные пользовательские отзывы об изданных работах, чаще всего о видеоиграх или кинофильмах, в попытке нанести ущерб продажам или популярности продукта, особенно для привлечения внимания к проблемам с продуктом или его издателем. Хотя ревью-бомбинг может быть результатом критики за низкое качество продукта, он чаще всего связан с предполагаемыми политическими и культурными проблемами, связанными с продуктом, его издателем или сопутствующими работами. Это часто делается для того, чтобы привлечь к этому вопросу более широкое и основное внимание, особенно если у издателя нет открытого канала связи или он не реагирует на прямую обратную связь, но может также использоваться в качестве средства психического воздействия или просто как результат троллинга. Ревью-бомбинг аналогичен по своей сути и разделяет характеристики бригад по голосованию (бригадинг).
Термин в основном связан с агрегаторами отзывов и магазинами в сети Интернет, такими как Steam, Metacritic или Rotten Tomatoes. Обоснование кампаний по ревью-бомбингу может включать непопулярные изменения в устоявшихся франшизах, споры, связанные с продуктом, или поведение разработчиков или издателей. В ответ на это некоторые из этих агрегатных систем разработали средства для обнаружения или предотвращения ревью-бомбинга.

## Эффекты
В некоторых случаях магазины и агрегаторы отзывов вмешивались, чтобы остановить ревью-бомбинг и удалить отрицательные отзывы. В феврале 2019 года Rotten Tomatoes объявили, что они больше не будут принимать отзывы пользователей о фильме до его официального релиза.
Valve добавила гистограммы отзывов к оценкам пользователей Steam, чтобы показать, как они меняются с течением времени; согласно Алдену Кроллу из Valve, это может помочь потенциальному покупателю игры распознать краткоскосрочный ревью-бомбинг, который не является показателем самой игры, по сравнению с игрой, которая имеет длинную череду плохих отзывов. Кролл сказал, что они не хотят лишать возможности пользователей оставлять свои отзывы, но признают, что им необходимо выделять такие явления, как ревью-бомбинг, чтобы помочь потребителям. Кроме того, отзыв на игру может оставить только пользователь, владеющий игрой; со временем появились и другие инструменты выборки отзывов, позволяющие выделять и отфильтровывать рецензии на полученные бесплатно или находящиеся в раннем доступе игры, а также отображать время, потраченное игроком на игру.
В марте 2019 года Valve заявила, что будет использовать новую систему для обнаружения всплесков негативных, «не по теме», отзывов игр: если будет установлено, что они были результатом кампании по ревью-бомбингу, период времени будет помечен, и все отзывы, сделанные в течение этого периода (отрицательные или положительные), будут исключены из пользовательского рейтинга, отображаемого для игры. Эта система была впервые публично запущена после ревью-бомбинга Borderlands 3 в апреле 2019 года. Аналогичным образом Valve вмешались, чтобы остановить негативные отзывы о Rocket League, после объявления в мае 2019 года о том, что её разработчик Psyonix был приобретён Epic Games (что приводит к неопределенности относительно того, станет ли игра в конечном итоге эксклюзивным для Epic Games Store). Valve сказали, что в 2019 году им пришлось вмешаться 44 раза, чтобы остановить ревью-бомбинг в Steam.
С марта 2019 года сайт Rotten Tomatoes больше не принимал отзывы зрителей о фильме до его премьеры, как часть усилий по противодействию предварительному ревью-бомбингу. Кроме того, сайт будет принимать отзывы только от лиц, которые подтвердили, что видели фильм, что было подтверждено через кинотеатры Regal Cinemas, Cinemark и AMC Theatres или через онлайн-продажу билетов через Fandango.
Другим сайтам — агрегатам отзывов ещё не приходилось предпринимать каких-либо прямых действий против ревью-бомбинга, в результате чего пользователи пытались найти способы их использования. В феврале 2020 года Kunai от TurtleBlaze была подвергнута ревью-бомбингу в Metacritic, в результате чего пользовательский рейтинг был резко снижен с 8,1 до 1,7 баллов в течение дня. Студия, не имея представления о том, что они сделали, чтобы вызвать это, обнаружила, что ревью-бомбинг был начат одним пользователем, который использовал многочисленные недавно созданные адреса электронной почты для регистрации учётных записей в Metacritic, чтобы снизить пользовательский рейтинг, и всё это демонстрирует, что один человек может быть причиной этого явления. Поскольку у Metacritic не было никакой политики, позволяющей обрабатывать или идентифицировать ревью-бомбинг, эта оценка повлияла на игру.

## Обратный ревью-бомбинг
Нечасто ревью-бомбинг может использоваться для похвалы игре, разработчика или издателя за другие действия, которые геймеры считают выгодными. Один из таких случаев был для Assassin’s Creed Unity неделю спустя после пожара в соборе Парижской Богоматери в апреле 2019 года. Ubisoft сделала игру бесплатной через свой магазин Uplay, так как игра включала в себя воссозданную копию собора Парижской Богоматери; в Ubisoft хотели, чтобы геймеры «испытали величие и красоту собора». Пользователи Steam оставили множество положительных отзывов об игре в последующие дни, многие из которых поблагодарили разработчиков за бесплатную игру, а другие выразили признательность за кампанию по восстановлению собора. Assassin’s Creed Unity, которая была выпущена в 2014 году, получила смешанные отзывы до этого события из-за ошибок и технических проблем с запуском игры. В то время такое событие вызвало срабатывание мер защиты Valve против ревью-бомбинга, они решили не применять его, так как явление стало положительным.
Ревью-бомбинг может также иметь неприятные последствия для её предполагаемого назначения, так как дополнительное внимание может привести к позитивным действиям со стороны других пользователей, чтобы противостоять ему. Например, AI: The Somnium Files была целью ревью-бомбинга в Metacritic в феврале 2020 года, но позже выяснилось, что это произошло благодаря действиям одного человека, который якобы хотел показать недостатки Metacritic, которые позволили ему в одиночку повлиять на рейтинг, хотя этот же человек позже показал, что он применил ревью-бомбинг, поскольку был расстроен тем, как выглядит персонаж в игре. Прежде, чем причина ревью-бомбинга стала известна, директоры игры обратились к поклонникам в социальных сетях с просьбой о помощи, которые в совокупности предоставили многочисленные положительные отзывы. Когда Metacritic обнаружил действия этого человека, оставленные им отрицательные отзывы были удалены с сайта, и в результате всех дополнительных положительных отзывов игра временно стала игрой Nintendo Switch с самым высоким рейтингом, одновременно обращая внимание в качестве неудачной попытки ревью-бомбинга. Fallout 76 был первоначально выпущен с негативных отзывами как критиков, так и геймеров о его первоначальном выпуске, но его разработчики Bethesda Softworks приложили усилия для улучшения игры в течение следующего года. Ко времени выхода игры в Steam в апреле 2020 года многие геймеры посчитали, что игра была переработана в лучшую сторону в манере, подобной Final Fantasy XIV: A Realm Reborn и No Man’s Sky. Тем не менее, геймеры всё ещё были расстроены из-за ошибок, связанных с запуском игры и в этот момент они попытались атаковать игру в Steam. Сообщество игры работало, чтобы противостоять этому ревью-бомбингу, публикуя положительный опыт и отзывы игры в Steam и на других сайтах сообщества, чтобы доказать, что игра была значительно улучшена после первоначального релиза.